# Synagogue Kahal Zur Israel

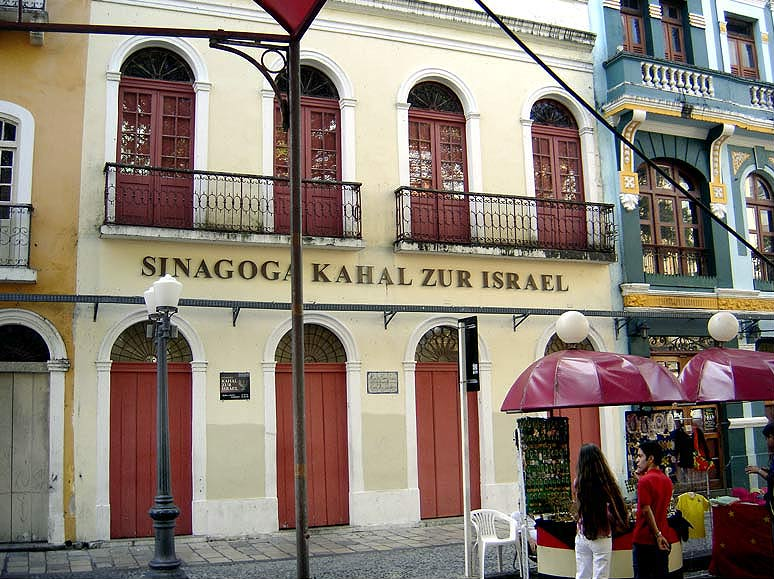
Synagogue Kahal Zur Israel.

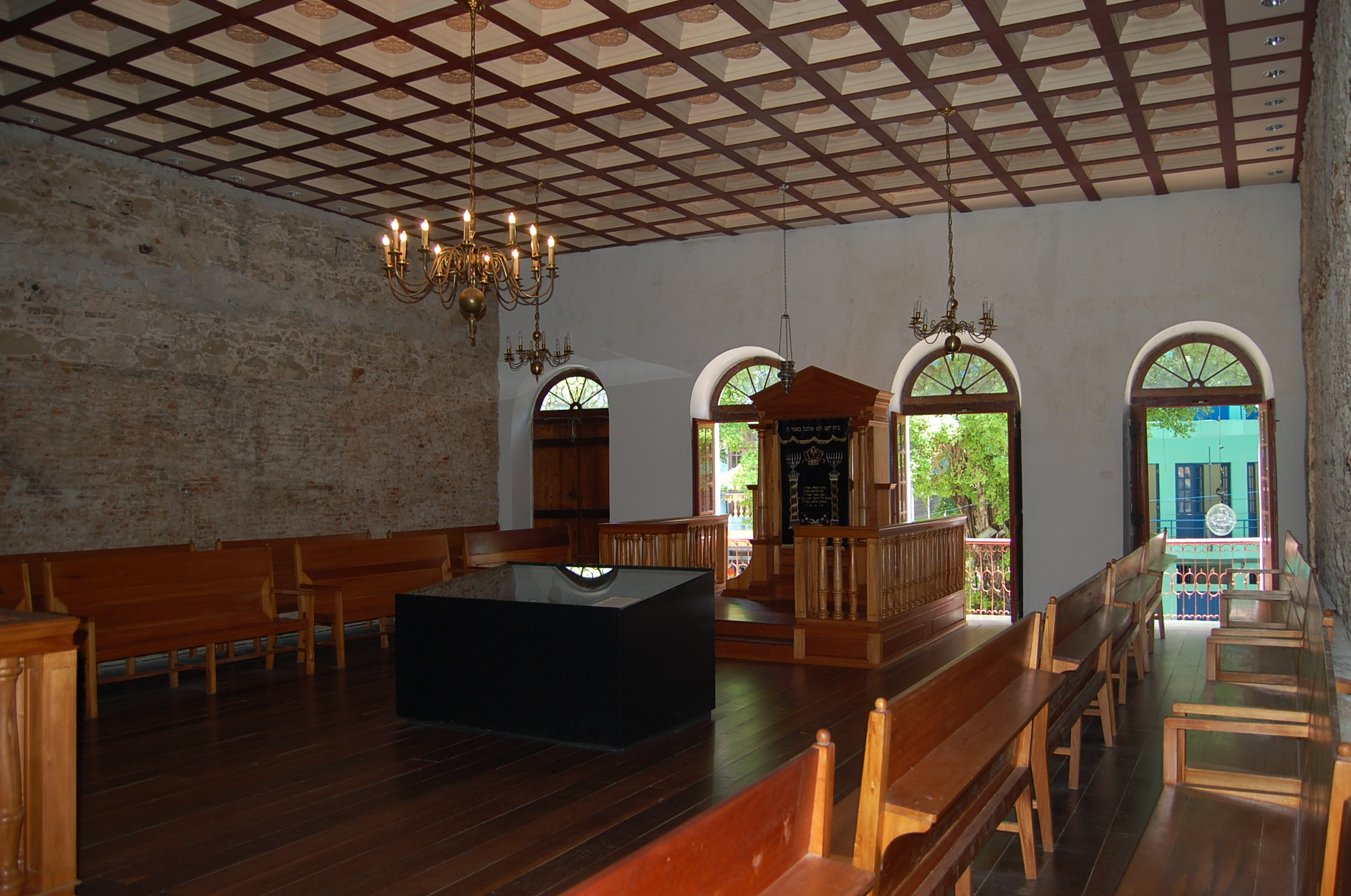
Salle de prière.

La synagogue Kahal Zur Israel (hébreu: קהל צור ישראל, « Communauté du rocher d'Israël ») est située à Recife, dans l'État de Pernambouc, au Brésil. Ses installations incluent le Centre culturel juif de Pernambouc, dans le quartier historique de la ville. 
La synagogue de Recife, alors nommée Mauritsstad, est la première établie aux Amériques. Sa construction débute en 1636 mais ne s'achève qu'en 1642, au cours de la domination néerlandaise (1630-1654) du Nord-Est brésilien. Son premier rabbin a été le Luso-Néerlandais Isaac Aboab da Fonseca (1605-1693), arrivé au Brésil en 1642 pour l'inauguration. Après l'expulsion des Néerlandais en 1654, la synagogue n'est plus utilisée comme telle. 
Ses vestiges, datant du XVIIe siècle, ont été récemment identifiés puis préservés, et font partie, aujourd’hui, du Centre culturel juif de Pernambouc. 
On peut y voir les restes du plancher et des murs originaux, ainsi qu'un Mikveh bien préservé, utilisé pour les bains rituels. La collection contient également des informations sur l'histoire du peuple juif au Pernambouc et les artefacts recouvrés au cours de l'exploration archéologique de la synagogue. La façade actuelle date du XIXe siècle. 
Les premiers Juifs arrivés à la Nouvelle-Amsterdam, aujourd'hui New York, fondateurs de la première communauté juive nord-américaine, étaient des réfugiés de Recife, membres de la synagogue Kahal Zur Israël.